# Berzé-le-Châtel
Berzé-le-Châtel é uma comuna francesa na região administrativa de Borgonha-Franco-Condado, no departamento Saône-et-Loire. Estende-se por uma área de 5,42 km². Em 2010 a comuna tinha 60 habitantes (densidade: 11,1 hab./km²).